# Cheilanthes decurrens
Cheilanthes decurrens là một loài thực vật có mạch trong họ Adiantaceae. Loài này được Mickel mô tả khoa học đầu tiên năm 2004.